# Trystorps ekäng
Trystorps ekäng är ett naturreservat i Lekebergs kommun  i Örebro län.
Området är naturskyddat sedan 1967 och är 40 hektar stort. Reservatet består av ädellövskog med ekar på vad som varit betesmark.